# Punsalmaagiin Ochirbat
Punsalmaagiin Ochirbat (in mongolo Пунсалмаагийн Очирбат; Distretto di Tùdėvtėj, 23 gennaio 1942 – Ulan Bator, 17 gennaio 2025) è stato un politico mongolo.

## Biografia
Fu, presidente della Mongolia, dal marzo 1990 al giugno 1997; nel periodo di passaggio dalla Repubblica del Popolo Mongola (fino al 1992) alla Repubblica Mongola. Fu il primo capo di stato mongolo ad essere eletto direttamente dal popolo nel 1993.